# Holotheres setnai
Holotheres setnai is een krabbensoort uit de familie van de Pinnotheridae. De wetenschappelijke naam van de soort werd voor het eerst geldig gepubliceerd in 1931 door Chopra als Pinnotheres setnai.